# Glenochrysa principissa
Glenochrysa principissa är en insektsart som först beskrevs av Luisa Eugenia Navas 1915.  Glenochrysa principissa ingår i släktet Glenochrysa och familjen guldögonsländor. Inga underarter finns listade i Catalogue of Life.